# Exiled on Earth
Exiled on Earth ist eine italienische Progressive-, Thrash- und Power-Metal-Band aus Rom, die 2001 gegründet wurde.

## Geschichte
Die Band entstand im Jahr 2001 aus den Zerfallsresten der Gruppe Maelstrom. 2002 wurde unter dem Namen Duality Conflicts ein erstes Demo aufgenommen. Nach diversen Live-Auftritten folgte im Jahr 2005 ein zweites Demo mit dem Namen Seizure of Rationality. Dieses wurde im Magazin Metal Shock zum „Top Demo“ gekürt. Danach arbeitete die Gruppe an weiteren Songs. Ende 2007 verließ der Gitarrist Alessandro Croce die Besetzung, woraufhin er durch Leonardo Noschese ersetzt wurde. In der Zwischenzeit wurde das Debütalbum The Orwell Legacy eingespielt. Ende 2008 unterzeichnete die Band einen Plattenvertrag bei dem US-Label Zero Substance Records. Das Album wurde hierüber im folgenden Jahr veröffentlicht. 2016 schloss sich über Punishment 18 Records das zweite Album Forces of Denial an.

## Stil
Bruder Cle vom Rock Hard schrieb über Duality Conflicts, dass das Demo für Fans von Watchtower, Sieges Even und Mekong Delta geeignet ist. In den Songs gebe es „[m]assig Breaks und Tempowechsel, pfeilschnelle Soli und komplizierte Riffs“, die im Wechsel mit rhythmischen Passagen stünden. Über allem throne der hohe Gesang Marcozzis. Letzterer könne sich zwar noch nicht ganz mit Alan Tecchio messen, jedoch versuche er sich an melodischen Gesangsbögen. Insgesamt seien die Songs äußerst progressiver harter Metal an der Grenze zum Thrash Metal. Julius Svensson von metal-observer.com bemerkte in seiner Rezension zu Forces of Denial, dass die Band – ähnlich wie Vektor – da weitermache wo Gruppen wie Voivod, Watchtower, Mekong Delta, Megace, Toxik, Sieges Even zu Zeiten des Debütalbums, Brothers Grimm, Lost Century, Donor, Fates Warning und Queensrÿche aufgehört hätten. Als weitere Referenzgruppen gab er zudem Coroner, Helstar, Forbidden und Vendetta an.

## Diskografie
- 2002: Duality Conflicts (Demo, Eigenveröffentlichung)
- 2005: Seizure of Rationality (Demo, Eigenveröffentlichung)
- 2009: The Orwell Legacy (Album, Zero Substance Records)
- 2016: Forces of Denial (Album, Punishment 18 Records)